# Fernando Maria, Eleitor da Baviera
Fernando Maria da Baviera, (em alemão:  Ferdinand Maria von Bayern) (Munique, 31 de outubro de 1636 – Munique, 26 de maio de 1679) foi um príncipe da dinastia dos Wittelsbach que governou a Baviera como príncipe-eleitor  (em alemão:  Kurfürst) de 1651 a 1679, no âmbito do Sacro Império Romano-Germânico.

## Biografia

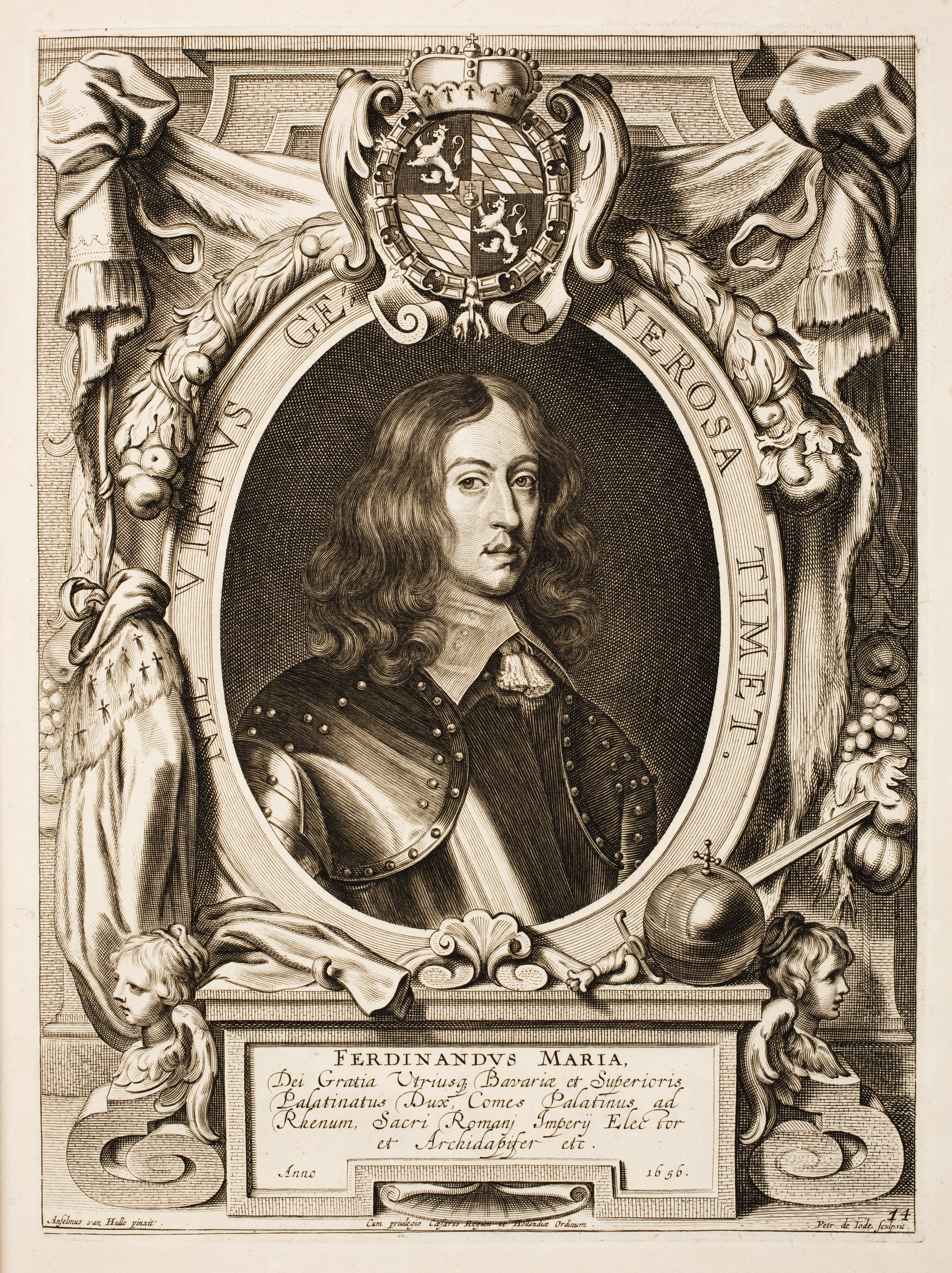
Gravura de Fernando Maria, Eleitor da Baviera

Nascido em Munique, era o filho mais velho de Maximiliano I, Eleitor da Baviera, a quem sucedeu, e da arquiduquesa Maria Ana de Áustria, segunda mulher de seu pai e filha de Fernando II, Sacro Imperador Romano-Germânico. Nasceu durante o reinado de seu pai e, desde o nascimento, era o «príncipe-eleitoral». Pela sua mãe, era primo co-irmão de Maria Ana de Áustria, Rainha de Espanha e de Leopoldo I, Sacro Imperador Romano-Germânico.

## Príncipe Eleitor
Ainda menor, sucedeu ao pai em 1651 e, durante três anos, teve como regentes sua mãe e seu tio paterno, o duque Alberto VI da Baviera.
Fernando Maria foi coroado em 31 de outubro de 1654. O seu estilo de governo absolutista tornou-se uma referência para o resto dos monarcas alemães. Apesar da sua aliança com a França, ele absteve-se de confrontos com os Habsburgos, em especial após 1657, ano da morte de seu tio, o imperador Fernando III.
Fernando Maria apoiou os Habsburgos nas guerras contra o Império Otomano, enviando forças auxiliares bávaras (1662–1664). Durante a Guerra Franco-Holandesa, a Baviera manteve uma posição neutral a partir de 1672. O casamento da sua filha mais velha Maria Ana Vitória, com o seu primo le Grand Dauphin em 1680, foi o resultado da aliança Franco-Bávara.
Fernando Maria modernizou o exército bávaro e introduziu o primeiro código governativo local. O príncipe-eleitor conseguiu sarar muitas das feridas causadas pela Guerra dos Trinta Anos, encorajando a agricultura e as industrias, para além de mandar construir ou restaurar numerosas igrejas e mosteiros. Adicionalmente, em 1669, reuniu a Dieta da Baviera, suspensa desde 1612. No final do seu governo, o Eleitorado possuía uma tesouraria bastante favorável.
Mourreu no Palácio de Schleissheim sendo sucedido pelo seu filho mais velho Maximiliano II Emanuel. Foi sepultado na cripta da Igreja Theatiner, em Munique.

## Casamento e descendência
Em 8 de dezembro de 1650 casou com Henriqueta Adelaide de Saboia, filha de Víctor Amadeu I de Saboia e de Cristina Maria de França. O casal teve sete filhos, dois dos quais tiveram descendência.
- Maria Ana Vitória (Maria Anna Viktoria) (1660–1690), que casou com Luís, Grande Delfim de França, com geração;
- Maximiliano II Emanuel (Maximilian II. Emanuel) (1662–1726), que casou em primeiras núpcias com Maria Antónia da Áustria, com geração, e em segundas núpcias com Teresa Cunegunda Sobieska, também com geração;
- Luísa Margarida Antónia (Luise Margarete Antonie) (1663–1665), morta na infância;
- Luís Amadeu Vítor (Ludwig Amadeus Victor) (1665–1665), morta na infância;
- nado-morto (1666).
- Caetano Maria Francisco (Kajetan Maria Franz) (1670–1670), morto na infância;
- José Clemente (Joseph Clemens) (1671–1723), príncipe-eleitor e Arcebispo de Colónia, sem aliança;
- Violante Beatriz (Violante Beatrix) (1673–1731), que casou com Fernando de Médici, Grão-Príncipe da Toscana, sem geração.

Para além destes partos, a Princesa-eleitora sofreu três abortos: em junho de 1661, em março de 1664 e em 1674.

## Legado cultural

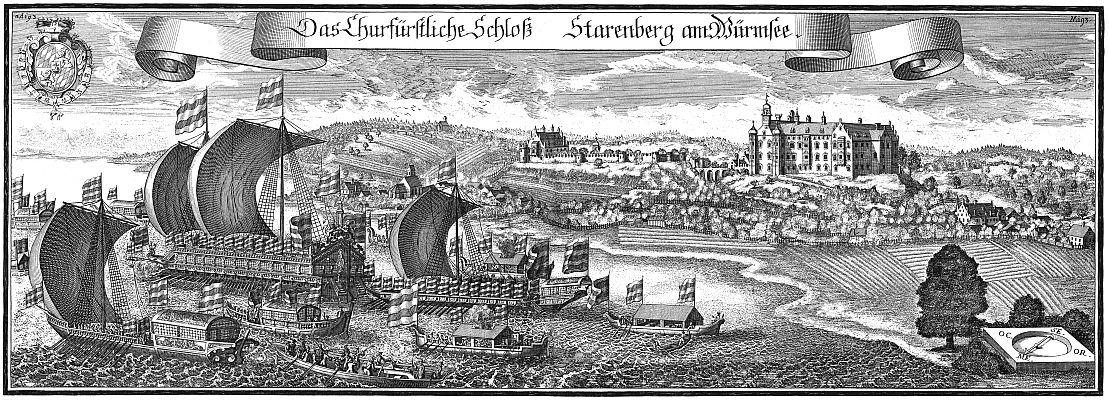
Gravura em cobre, por Michael Wening O castelo Starnberg com a gôndola de Fernando Maria, a Bucentaurus in Topographia Bavariae, ca. 1700

Fernando Maria casou em 1650 com  Henriqueta Adelaide de Saboia e com ela o Barroco italiano foi introduzido na Baviera.
A igreja Theatiner em Munique foi construída a partir de 1663 como agradecimento pelo nascimento, há muito esperado, de um herdeiro para a coroa bávara, o príncipe Maximiliano Emanuel.
Em 1664, ele adjudicou a construção do Palácio de Nymphenburg, perto de Munique. O Lago Starnberger tornou-se o local de numerosas festas com a famosa frota de gôndolas venezianas. Nas margens, foi construído o castelo de Berg.
Na Residência de Munique Fernando Maria ordenou que fossem erigidas as Salas Papais.